# Jean-Jaurès (stacja metra)
Jean-Jaurès – stacja metra w Lille, położona na linii 2. Znajduje się w miejscowości Villeneuve-d’Ascq, w dzielnicy Sart-Babylone. Stacja obsługuje Pałac Sart.
Została oficjalnie otwarta 18 sierpnia 1999.